# Augustinos Kapodistrias

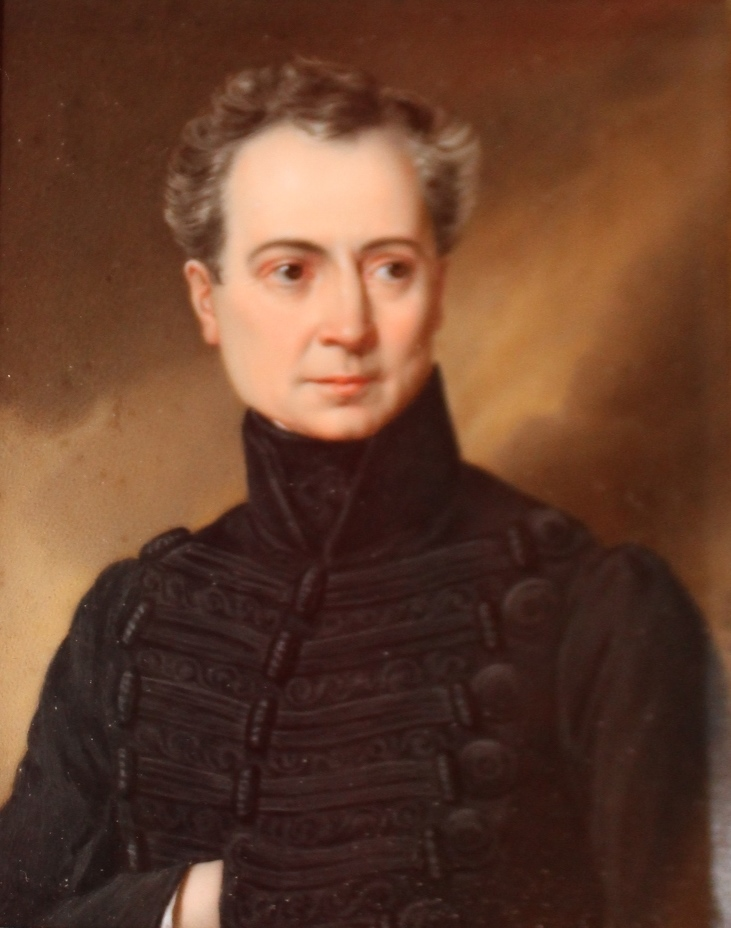
Augustinos Kapodistrias, 1834

Augustinos Graf Kapodistrias (griechisch Αυγουστίνος Καποδίστριας; * 1778 auf Korfu; † Mai 1857 ebenda) war ein griechischer Politiker und von 1831 bis 1832 als Nachfolger seines Bruders Ioannis Kapodistrias griechischer Präsident.

## Leben
Augustinos Kapodistrias wurde 1828 von seinem Bruder nach Ägina berufen und 1829 trotz seiner mangelhaften politischen Ausbildung zum Statthalter in den Provinzen des griechischen Festlandes ernannt. Sein Sitz war in Kostri. Am 22. März 1829 nahm er die Kapitulation von Lepanto entgegen, eroberte die Feste Mesolongi, die am 17. Mai gefallen war, und okkupierte Anatoliko. Anschließend beschäftigte er sich hauptsächlich mit der Organisation des Heeres nach den Plänen seines Bruders. Da es ihm an finanziellen Mitteln und Erfahrung im Militärwesen mangelte, führte das kaum zu Ergebnissen.
Nach der Ermordung seines Bruders wurde Kapodistrias am 20. Dezember 1831 dessen Nachfolger im Präsidentenamt. Nachdem es Aufstände gegen seine Regierung gegeben hatte, legte er jedoch bereits am 13. April 1832 sein Amt nieder und schiffte sich mit der Leiche seines Bruders nach Korfu ein, wo er im Mai 1857 starb.
| Vorgänger                                       | Amt                                  | Nachfolger                     |
| ----------------------------------------------- | ------------------------------------ | ------------------------------ |
| Präsident von Griechenland Ioannis Kapodistrias | Präsident von Griechenland 1831–1832 | König von Griechenland Otto I. |

Dieser Artikel basiert auf einem gemeinfreien Text aus Meyers Konversations-Lexikon, 4. Auflage von 1888 bis 1890.
| Personendaten    | Personendaten                          |
| ---------------- | -------------------------------------- |
| NAME             | Kapodistrias, Augustinos               |
| ALTERNATIVNAMEN  | Καποδίστριας, Αυγουστίνος (griechisch) |
| KURZBESCHREIBUNG | griechischer Staatspräsident           |
| GEBURTSDATUM     | 1778                                   |
| GEBURTSORT       | Korfu                                  |
| STERBEDATUM      | Mai 1857                               |
| STERBEORT        | Korfu                                  |